# الميدان الإبراهيمي

الميدان الإبراهيمي فجراً.

الميدان الإبراهيمي أو ميدان سيدي إبراهيم الدسوقي كما يُعرف بين العامة، هو ميدان كبير يقع في قلب مدينة دسوق التابعة لمحافظة كفر الشيخ بشمال مصر. والميدان هو أكبر ميادين مدينة دسوق، ويقع في حي جنوب.

## معالمه
يشتهر الميدان بأهم معالمه مسجد سيدي إبراهيم الدسوقي، ويقع في الجهة الغربية منه، ويُعد صاحبه -الذي عاش في القرن السابع الهجري- آخر أقطاب الصوفية الأربعة وأرقاهم مرتبة ورئيسهم. ومن الجهة الشرقية تقع حدائق الميدان الإبراهيمي المفتوحة، يليه مبنى رئاسة مدينة دسوق.